# Балашвили, Георгий Нугзарович
Гео́ргий Нугза́рович Балашви́ли (груз. გიორგი ნუგზარის ძე ბალაშვილი; род. 7 августа 1973, СССР) — грузинский футболист, защитник, выступал за национальную сборную.

## Карьера

### Клубная
Профессиональную карьеру начинал в 1991 году в клубе «Картли» из Горийского района. В 1992 году перешёл в «Дилу». В 1997 году защищал цвета российского клуба «Ангушт» во Втором дивизионе. В 1998 году попал в список 22-х лучших игроков чемпионата Грузии по итогам сезона. Летом 2003 года подписал контракт с тбилисским «Локомотивом», в составе которого стал двукратным обладателем Кубка Грузии. В мае 2003 года покинул клуб и вернулся в «Дилу», в которой завершил карьеру в 2008 году.

### В сборной
За национальную сборную Грузии в 1998—1999 годах провёл 3 матча.

## Достижения
- Серебряный призёр чемпионата Грузии (2): 2000/01, 2001/02
- Обладатель Кубка Грузии (2): 1999/00, 2001/02
- Финалист Кубка Грузии: 2000/01